# Ecica, Banatul Central
Ecica (sârbă Ečka, maghiară Écska és Ecsehida, germană Deutsch-Etschka und Rumänisch-Etschka, altă variantă în română Iecica Română) este o localitate în Districtul Banatul Central, Voivodina, Serbia.

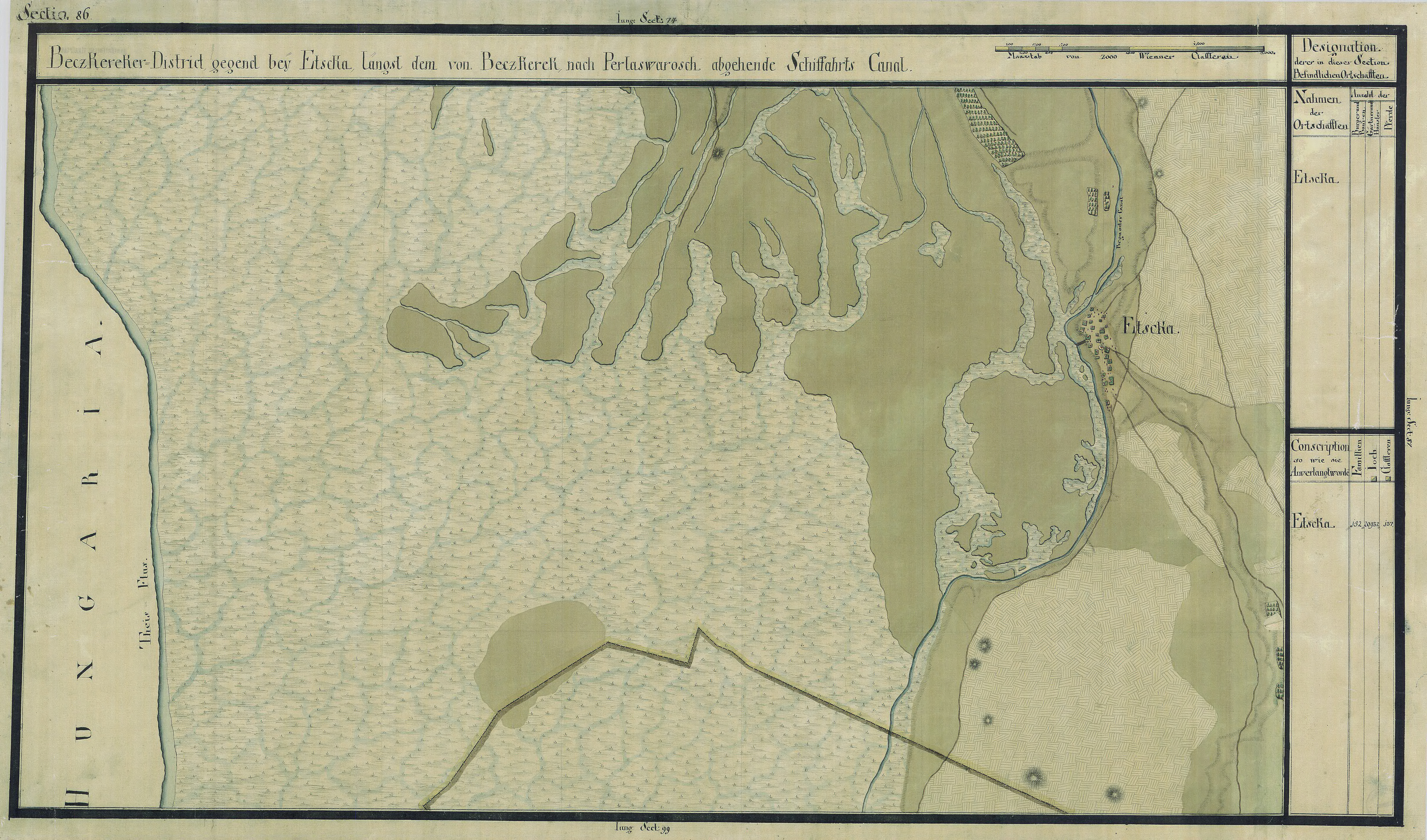
Ecica în Harta Iosefină a Banatului, 1769-1772

## Monumente istorice
- Biserica ortodoxă română „Pogorârea Sfântului Duh” din Ecica, construită în perioada 1845-1855

1. ↑  , Republicki geodetski zavod[*] http://web.archive.org/web/20160530172604/http://www.rgz.gov.rs/upload/web/Spisak%20KO-20150521.zip, arhivat din original la 30 mai 2016 Lipsește sau este vid: |title= (ajutor)